# Carystoides
Carystoides är ett släkte av fjärilar. Carystoides ingår i familjen tjockhuvuden.

## Dottertaxa tillCarystoides, i alfabetisk ordning[1]
- Carystoides abrahami
- Carystoides alda
- Carystoides argyrocoryne
- Carystoides balza
- Carystoides basoches
- Carystoides benchos
- Carystoides boliviana
- Carystoides brinoides
- Carystoides cathaea
- Carystoides certima
- Carystoides combusta
- Carystoides cundina
- Carystoides escalantei
- Carystoides floresi
- Carystoides hebon
- Carystoides hondura
- Carystoides lebbaeus
- Carystoides lila
- Carystoides lota
- Carystoides manta
- Carystoides marama
- Carystoides mexicana
- Carystoides noseda
- Carystoides orbius
- Carystoides philodamus
- Carystoides radiatus
- Carystoides replana
- Carystoides sicania
- Carystoides valentina
- Carystoides yenna